# Platådiabas

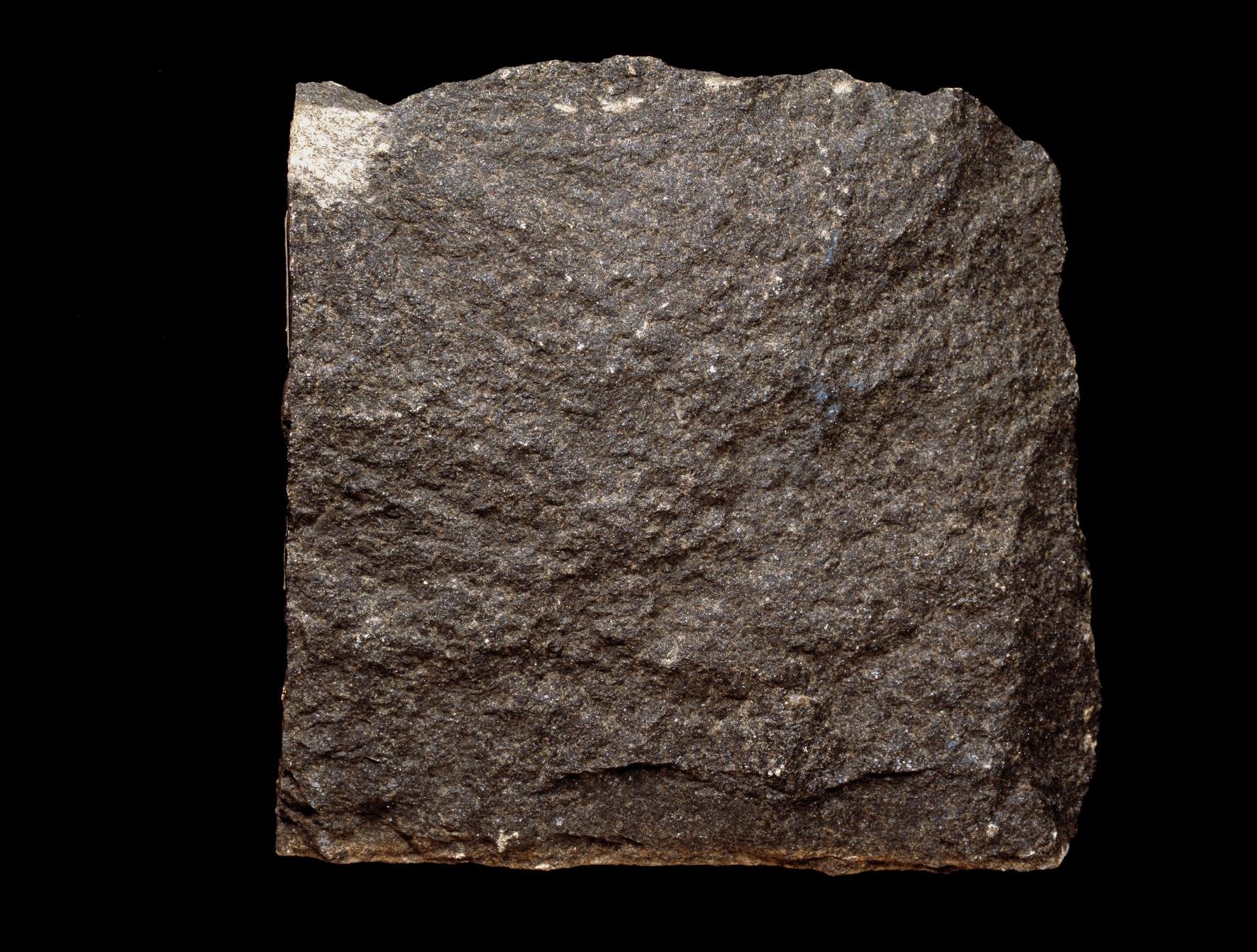
Platådiabas

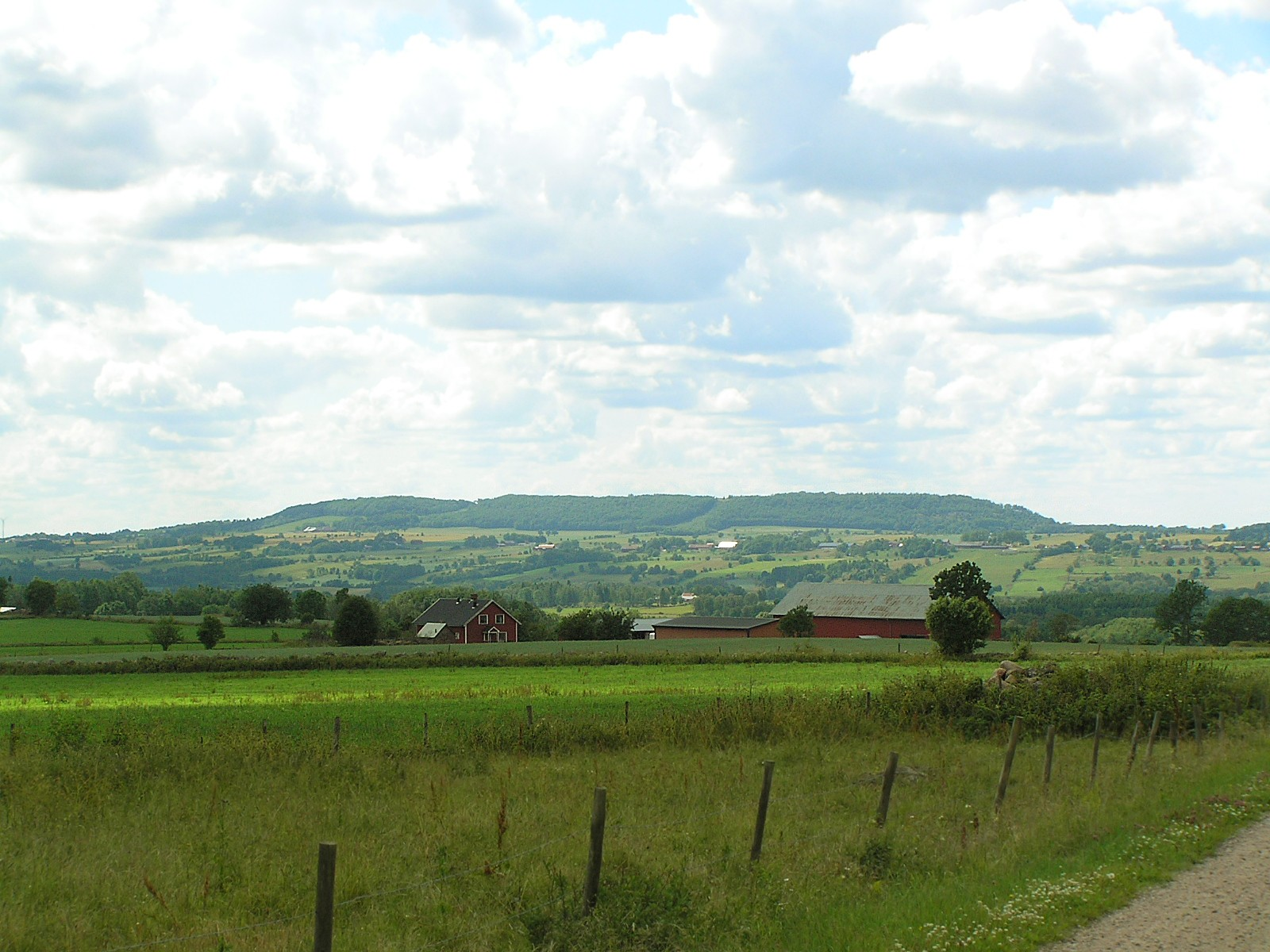
Platåberget Ålleberg från nordöst

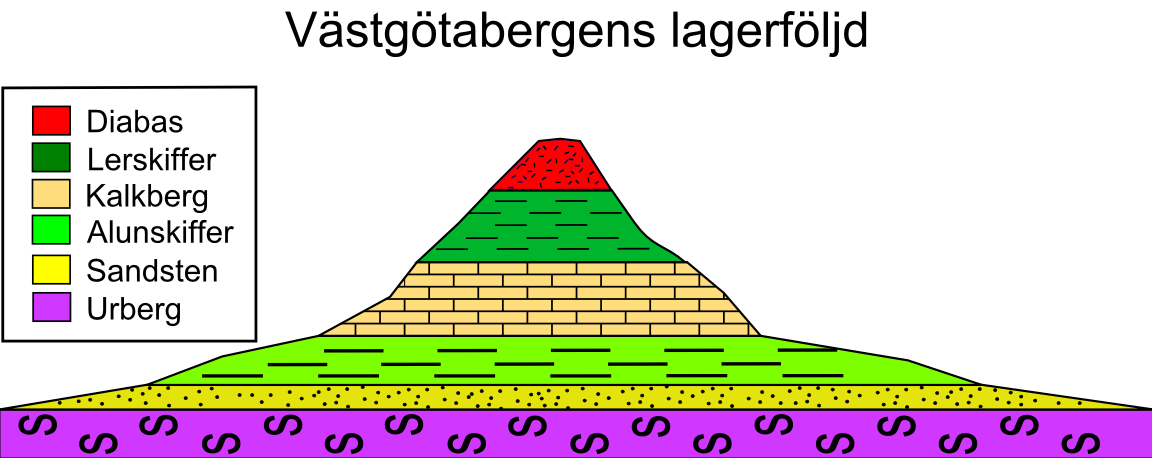
Lagerföljden på Västergötlands platåberg

Platådiabas, eller trapp,  är Västergötlands landskapssten. Namnet trapp kommer av att den spruckit upp i ett kantigt trappliknande mönster. 
Diabas är en magmatisk gångbergart, som trängt upp i gångar från jordens inre. I Västergötland trängde den in för omkring 300 miljoner år sedan under den geologiska tidsperioden yngre perm. I området kring Billingen, Falbygden och Kinnekulle har magman trängt in i sprickor över äldre silurlager och svalnat till hård diabas. Den täcker Västgötabergen och skyddar de underliggande mjuka bergarterna från att eroderas.
Platådiabasen är en aning sur och svårvittrad. Den täcks på Västgötabergen av ett mycket tunt täcke av morän från senaste istiden.
Diabas används bland annat för produktion av stenull och som vägbeläggningsmaterial. Brytning av diabas har utförts av Skanska i Billingsryds stenbrott i utkanten av Skövde.